# Gennaro Gattuso
Gennaro Ivan Gattuso (Corigliano Calabro, Cosenza, 9 de enero de 1978) es un exfutbolista y entrenador italiano. Como jugador, pasó la mayor parte de su carrera en el AC Milán de la Serie A y con la selección de fútbol de Italia, siendo considerado como unos de los mejores centrocampistas defensivos de su generación. Como entrenador, actualmente dirige a la selección de Italia.
En su palmarés, destaca por ser campeón de la Liga de Campeones de la UEFA en 2003 y 2007, y campeón de la Copa Mundial de Fútbol de 2006.

## Trayectoria

### Futbolista

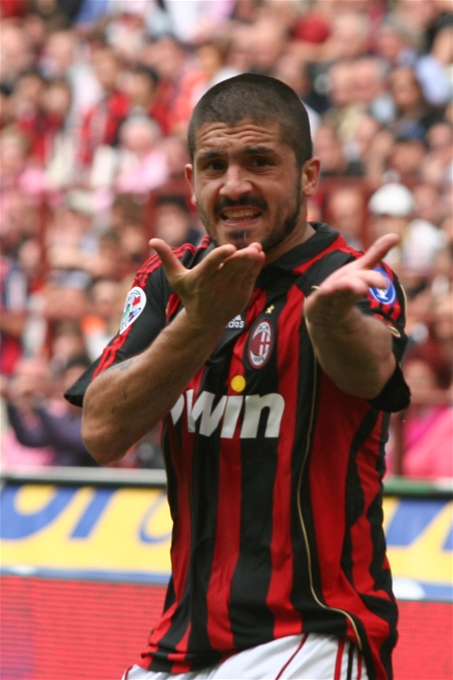
Gattuso jugando para el Milan, en la campaña 2006-07.

Después del año en Escocia volvió a Italia fichando por el Salernitana. Diez meses después el Milan se interesó por él y en poco tiempo logró hacerse con un puesto de titular en el equipo lombardo. En el Milan Gattuso se dio a conocer internacionalmente, ganando la Liga de Campeones de la UEFA 2002-03 y la liga italiana en la temporada siguiente. También fue habitual en la Selección nacional de Italia, siendo uno de los 23 elegidos para disputar la Copa Mundial de Fútbol de 2006 en Alemania. Finalmente, el 9 de julio de 2006, su selección se proclamó por cuarta vez como campeona del mundo, derrotando a la Selección de Francia liderada por Zinedine Zidane. Al año siguiente también ganaría la Liga de Campeones de la UEFA y la Copa Mundial de Clubes de la FIFA con el Milan.
Su entrega, coraje, determinación y liderazgo lo proyectan entre las grandes luminarias del deporte rey que le ha visto en la cima tanto de la Liga de Campeones de la UEFA como del Mundial de Alemania 2006, logrando la 4.ª estrella para el escudo del "calcio" italiano.
El 24 de octubre de 2011 anunció su retiro momentáneo del fútbol debido a un problema ocular. Este se produjo después de que fuera sustituido el 9 de septiembre de 2011 en la primera parte de Lazio - Milan, después de chocar con su compañero Alessandro Nesta. Según declaraciones de Gattuso: "Esa no fue la causa de mi problema, solo fue un incidente que me ayudó a descubrir lo que tenía. Los 20 minutos que jugué ante la Lazio fueron una pesadilla. Me sentía como si estuviese borracho. Podía ver a Zlatan Ibrahimović en cuatro posiciones diferentes. Por desgracia, siempre escucho una voz que me dice que siga, así que tuve suerte de chocar con Nesta y parar".
Se le diagnosticó una parálisis en el sexto nervio, un desorden asociado a una disfunción del nervio craneal que controla el movimiento del ojo y que es complicado de tratar. Sin embargo Gattuso luchó por superar dicho problema siguiendo programas de rehabilitación, utilizando lentes, y poco a poco logró recuperarse, para volver a las canchas el 17 de marzo de 2012 en la visita del Milan al Parma en el Tardini, donde entró de suplente por Sulley Muntari en el minuto 90, donde ganaría el Milan por 0-2. Luego volvería a la titularidad el 10 de abril de 2012 ante el Chievo Verona en el Bentegodi, donde salió sustituido por Urby Emanuelson, y contribuyó en defensa en la victoria 0-1 del Milan.
El 13 de mayo de 2012 anuncia que se marcha del  A.C Milan al igual que Pippo Inzaghi, van Bommel, Nesta y Zambrotta. Jugó su último partido con la camiseta rossonera ante el Novara disputando los 90 minutos, ganando Milan por 2-1 y despidiéndose de la afición rossonera, quien siempre le brindó su apoyo y su estima al legendario "Rino".

## Jugador-entrenador

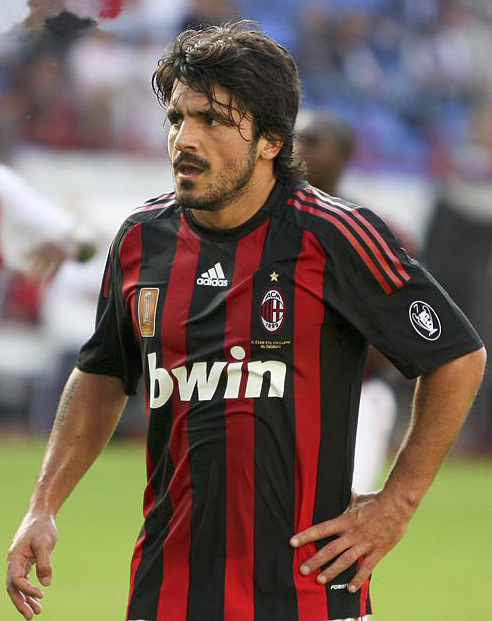
Gattuso como jugador en el AC Milán en 2008.

En febrero de 2013, Gattuso fichó por el Sion suizo hasta 2014, según se anunció en la web oficial del club. En dicho club fue jugador-entrenador, pero fue destituido tras apenas unos meses ejerciendo esta doble función, en mayo de 2013.

### Entrenador

#### USC Palermo
El 3 de junio de 2013, se convirtió en nuevo técnico del USC Palermo. Fue despedido el 25 de septiembre, tras sumar 7 puntos en 5 partidos de la Serie B.

#### OFI Creta
El 5 de junio de 2014, fue nombrado nuevo entrenador del OFI Creta de Grecia. Dimitió el 30 de diciembre del mismo año, alegando problemas económicos y deportivos del club.

#### AC Pisa
El 21 de agosto de 2015, se comprometió con el Pisa. Pese a que logró ascenderlo a la Serie B, el 31 de julio de 2016 dimitió de su puesto como entrenador. Terminó regresando tras solo un mes, y aunque el equipo fue el menos goleado del torneo, no pudo mantener la categoría.

#### AC Milan
El 24 de mayo de 2017, fue anunciado como nuevo entrenador del equipo filial (el conjunto Primavera) del Milan. Sin embargo, el 27 de noviembre de 2017, el Milan publicó un comunicado en el que anunciaba que su entrenador Vincenzo Montella había sido destituido de su cargo, y que el nuevo técnico del primer equipo sería Gennaro Gattuso. El preparador italiano llevó al equipo rossonero a obtener el subcampeonato de Copa de Italia y el 6.º puesto en la Serie A. Al año siguiente, luchó hasta la última jornada para clasificar al conjunto lombardo para la Liga de Campeones, pero finalmente no alcanzó este objetivo, finalizando 5.º en la Serie A. Dos días después de terminar la temporada, Gattuso presentó la dimisión.

#### SSC Napoli
El 11 de diciembre de 2019, sustituyó a Carlo Ancelotti en el banquillo del SSC Napoli. Bajo su dirección, el conjunto partenopeo concluyó la Serie A como 7.º clasificado.
El 17 de junio de 2020, ganó su primer título como entrenador al vencer a la Juventus de Turín en la final de la Copa Italia por penaltis.
El 23 de mayo de 2021, tras terminar la Serie A en 5.ª posición, fue despedido por el SSC Napoli.

#### ACF Fiorentina
El 25 de mayo de 2021, fue contratado por la ACF Fiorentina.
Sin embargo, el 17 de junio de 2021, abandonó la Fiorentina sin haber dirigido un solo partido, por desavenencias con la directiva con respecto a los fichajes del equipo "viola".

#### Valencia CF
El 9 de junio de 2022, se hizo oficial su llegada a España para dirigir al Valencia CF las próximas 2 temporadas. El 30 de enero de 2023, tras haber sumado un solo punto en los 4 últimos partidos y estando a un solo punto de las posiciones de descenso, el club anunció que Gattuso dejaba de ser el técnico che por mutuo acuerdo, ya que la directiva del equipo tampoco aceptaba la solicitud de Gattuso de reforzar el equipo con fichajes en el mercado de invierno.

#### Olympique de Marsella
El 27 de septiembre de 2023, se incorporó al Olympique de Marsella. Dirigió al equipo francés hasta el 20 de febrero de 2024, cuando fue cesado tras lograr 9 victorias, 8 empates y 7 derrotas en 24 partidos.

#### Hajduk Split
El 12 de junio de 2024, fue anunciado como entrenador del Hajduk Split y firmó un contrato por dos temporadas. Sin embargo, dejó su cargo el 6 de junio de 2025 de "mutuo acuerdo" con el club.

#### Selección de Italia
El 15 de junio de 2025, fue oficializado como técnico de la selección de Italia.

## Selección nacional
Fue internacional con la Selección de Italia en 73 ocasiones y marcó 1 gol. Debutó en la selección el 23 de febrero de 2000, en un partido entre Italia y Suecia. También hay que destacar que en 2006 fue campeón del mundo con la selección azzurra. Durante el Mundial de Sudáfrica 2010, anunció su retirada de la selección nacional.

### Participaciones en Copas del Mundo
| Copa              | Sede                | Resultado        | Partidos | Goles |
| ----------------- | ------------------- | ---------------- | -------- | ----- |
| Copa Mundial 2002 | Corea del Sur Japón | Octavos de final | 2        | 0     |
| Copa Mundial 2006 | Alemania            | Campeón          | 6        | 0     |
| Copa Mundial 2010 | Sudáfrica           | Primera fase     | 1        | 0     |

### Participaciones en Eurocopas
| Copa          | Sede            | Resultado        | Partidos | Goles |
| ------------- | --------------- | ---------------- | -------- | ----- |
| Eurocopa 2004 | Portugal        | Primera fase     | 2        | 0     |
| Eurocopa 2008 | Austria · Suiza | Cuartos de final | 2        | 0     |

### Participaciones en Copa Confederaciones
| Copa                      | Sede      | Resultado    | Partidos | Goles |
| ------------------------- | --------- | ------------ | -------- | ----- |
| Copa Confederaciones 2009 | Sudáfrica | Primera fase | 2        | 0     |

## Estadísticas

### Clubes

#### Como jugador
| Club | Div.          | Temporada     | Liga  | Liga  | Copas nacionales(1) | Copas nacionales(1) | Torneos internacionales(2) | Torneos internacionales(2) | Otros(3) | Otros(3) | Total | Total |
| Club | Div.          | Temporada     | Part. | Goles | Part.               | Goles               | Part.                      | Goles                      | Part.    | Goles    | Part. | Goles |
| --- | ------------- | ------------- | ----- | ----- | ------------------- | ------------------- | -------------------------- | -------------------------- | -------- | -------- | ----- | ----- |
| Perugia Calcio · Italia | 2.ª           | 1995-96       | 2     | 0     | 0                   | 0                   | —                          | —                          | —        | —        | 2     | 0     |
| Perugia Calcio · Italia | 1.ª           | 1996-97       | 8     | 0     | 0                   | 0                   | —                          | —                          | —        | —        | 8     | 0     |
| Perugia Calcio · Italia | Total club    | Total club    | 10    | 0     | 0                   | 0                   | —                          | —                          | —        | —        | 10    | 0     |
| Rangers F. C. Escocia | 1.ª           | 1997-98       | 29    | 3     | 6                   | 0                   | 2                          | 1                          | 3        | 0        | 40    | 4     |
| Rangers F. C. Escocia | 1.ª           | 1998-99       | 5     | 0     | 0                   | 0                   | 5                          | 1                          | 1        | 0        | 11    | 1     |
| Rangers F. C. Escocia | Total club    | Total club    | 34    | 3     | 4                   | 0                   | 7                          | 2                          | 4        | 0        | 51    | 5     |
| U. S. Salernitana · Italia | 1.ª           | 1998-99       | 25    | 0     | 0                   | 0                   | —                          | —                          | —        | —        | 25    | 0     |
| A. C. Milan · Italia | 1.ª           | 1999-00       | 22    | 1     | 1                   | 0                   | 5                          | 0                          | —        | —        | 28    | 1     |
| A. C. Milan · Italia | 1.ª           | 2000-01       | 24    | 0     | 2                   | 0                   | 10                         | 0                          | —        | —        | 36    | 0     |
| A. C. Milan · Italia | 1.ª           | 2001-02       | 32    | 0     | 5                   | 0                   | 10                         | 0                          | —        | —        | 47    | 0     |
| A. C. Milan · Italia | 1.ª           | 2002-03       | 25    | 0     | 3                   | 0                   | 14                         | 0                          | —        | —        | 42    | 0     |
| A. C. Milan · Italia | 1.ª           | 2003-04       | 33    | 1     | 2                   | 0                   | 7                          | 1                          | 3        | 0        | 45    | 2     |
| A. C. Milan · Italia | 1.ª           | 2004-05       | 32    | 0     | 2                   | 0                   | 11                         | 0                          | 1        | 0        | 46    | 0     |
| A. C. Milan · Italia | 1.ª           | 2005-06       | 35    | 3     | 3                   | 0                   | 11                         | 0                          | —        | —        | 49    | 3     |
| A. C. Milan · Italia | 1.ª           | 2006-07       | 30    | 1     | 4                   | 0                   | 13                         | 0                          | —        | —        | 47    | 1     |
| A. C. Milan · Italia | 1.ª           | 2007-08       | 31    | 1     | 1                   | 0                   | 8                          | 0                          | 3        | 0        | 43    | 1     |
| A. C. Milan · Italia | 1.ª           | 2008-09       | 12    | 0     | 0                   | 0                   | 4                          | 1                          | —        | —        | 16    | 1     |
| A. C. Milan · Italia | 1.ª           | 2009-10       | 22    | 0     | 1                   | 0                   | 1                          | 0                          | —        | —        | 24    | 0     |
| A. C. Milan · Italia | 1.ª           | 2010-11       | 31    | 2     | 2                   | 0                   | 5                          | 0                          | —        | —        | 38    | 2     |
| A. C. Milan · Italia | 1.ª           | 2011-12       | 6     | 0     | 0                   | 0                   | 0                          | 0                          | 1        | 0        | 7     | 0     |
| A. C. Milan · Italia | Total club    | Total club    | 335   | 9     | 26                  | 0                   | 99                         | 2                          | 8        | 0        | 468   | 11    |
| F. C. Sion · Suiza | 1.ª           | 2012-13       | 27    | 1     | 5                   | 0                   | —                          | —                          | —        | —        | 32    | 1     |
| Total carrera | Total carrera | Total carrera | 431   | 13    | 37                  | 0                   | 106                        | 4                          | 12       | 0        | 586   | 17    |
| (1) Incluye datos de la Copa de Escocia (1997-99), Copa Italia (1999-11) y Copa de Suiza (2012-13). (2) Incluye datos de la Copa de la UEFA (1997-99) y Liga de Campeones (1999-11). (3) Incluye datos de la Supercopa de Italia (2003-11), Supercopa de Europa (2003-07), Copa Intercontinental (2003) y Copa Mundial de Clubes (2007). |               |               |       |       |                     |                     |                            |                            |          |          |       |       |

#### Como entrenador

##### Clubes
| Equipo                        | Div.         | Temporada    | Liga  | Liga | Liga | Liga | Liga |       | Copa | Copa | Copa | Copa  |    | Internacional | Internacional | Internacional | Internacional | Internacional |   | Otros | Otros | Otros | Otros |     | Totales     | Totales | Totales | Totales | Totales | Totales | Totales | Totales |
| Equipo                        | Div.         | Temporada    | Part. | G    | E    | P    | Pos. | Part. | G    | E    | P    | Part. | G  | E             | P             | Pos.          | Part.         | G             | E | P     | Part. | G     | E     | P   | Rendimiento | GF      | GC      | Dif.    |         |         |         |         |
| ----------------------------- | ------------ | ------------ | ----- | ---- | ---- | ---- | ---- | ----- | ---- | ---- | ---- | ----- | -- | ------------- | ------------- | ------------- | ------------- | ------------- | - | ----- | ----- | ----- | ----- | --- | ----------- | ------- | ------- | ------- | ------- | ------- | ------- | ------- |
| Sion · Suiza                  | 1.ª          | 2012-13      | 10    | 2    | 4    | 4    | Inc. | 2     | 1    | 0    | 1    | -     | -  | -             | -             | -             | -             | -             | - | -     | 12    | 3     | 4     | 5   | 36.11%      | 10      | 15      | -5      |         |         |         |         |
| Sion · Suiza                  | Total        | Total        | 10    | 2    | 4    | 4    | -    | 2     | 1    | 0    | 1    | -     | -  | -             | -             | -             | -             | -             | - | -     | 12    | 3     | 4     | 5   | 36.11%      | 10      | 15      | -5      |         |         |         |         |
| USC Palermo · Italia          | 2.ª          | 2013-14      | 6     | 2    | 1    | 3    | Inc. | 2     | 1    | 0    | 1    | -     | -  | -             | -             | -             | -             | -             | - | -     | 8     | 3     | 1     | 4   | 41.67%      | 10      | 9       | +1      |         |         |         |         |
| USC Palermo · Italia          | Total        | Total        | 6     | 2    | 1    | 3    | -    | 2     | 1    | 0    | 1    | -     | -  | -             | -             | -             | -             | -             | - | -     | 8     | 3     | 1     | 4   | 41.67%      | 10      | 9       | +1      |         |         |         |         |
| OFI Creta · Grecia            | 1.ª          | 2014-15      | 15    | 4    | 2    | 9    | Inc. | 2     | 1    | 1    | 0    | -     | -  | -             | -             | -             | -             | -             | - | -     | 17    | 5     | 3     | 9   | 35.29%      | 11      | 24      | -13     |         |         |         |         |
| OFI Creta · Grecia            | Total        | Total        | 15    | 4    | 2    | 9    | -    | 2     | 1    | 1    | 0    | -     | -  | -             | -             | -             | -             | -             | - | -     | 17    | 5     | 3     | 9   | 35.29%      | 11      | 24      | -13     |         |         |         |         |
| AC Pisa · Italia              | 3.ª          | 2015-16      | 34    | 17   | 12   | 5    | 2.º  | 4     | 2    | 0    | 2    | -     | -  | -             | -             | -             | 5             | 3             | 2 | 0     | 43    | 22    | 14    | 7   | 62.01%      | 58      | 32      | +26     |         |         |         |         |
| AC Pisa · Italia              | 2.°          | 2016-17      | 42    | 6    | 21   | 15   | 22.º | 1     | 0    | 0    | 1    | -     | -  | -             | -             | -             | -             | -             | - | -     | 43    | 6     | 21    | 16  | 30.23%      | 23      | 40      | -17     |         |         |         |         |
| AC Pisa · Italia              | Total        | Total        | 76    | 23   | 33   | 20   | -    | 5     | 2    | 0    | 3    | -     | -  | -             | -             | -             | 5             | 3             | 2 | 0     | 86    | 28    | 35    | 23  | 46.13%      | 81      | 72      | +9      |         |         |         |         |
| AC Milan · Italia             | 1.ª          | 2017-18      | 24    | 12   | 8    | 4    | 6.º  | 5     | 2    | 2    | 1    | 5     | 2  | 0             | 3             | 1/8           | -             | -             | - | -     | 34    | 16    | 10    | 8   | 56.86%      | 46      | 35      | +11     |         |         |         |         |
| AC Milan · Italia             | 1.ª          | 2018-19      | 38    | 19   | 11   | 8    | 5.º  | 4     | 2    | 1    | 1    | 6     | 3  | 1             | 2             | FG            | 1             | 0             | 0 | 1     | 49    | 24    | 13    | 12  | 57.82%      | 71      | 47      | +24     |         |         |         |         |
| AC Milan · Italia             | Total        | Total        | 62    | 31   | 19   | 12   | -    | 9     | 4    | 3    | 2    | 11    | 5  | 1             | 5             | -             | 1             | 0             | 0 | 1     | 83    | 40    | 23    | 20  | 57.43%      | 117     | 82      | +35     |         |         |         |         |
| SSC Napoli · Italia           | 1.ª          | 2019-20      | 23    | 13   | 2    | 8    | 7.º  | 5     | 3    | 2    | 0    | 2     | 0  | 1             | 1             | 1/8           | -             | -             | - | -     | 30    | 16    | 5     | 9   | 58.89%      | 44      | 36      | +6      |         |         |         |         |
| SSC Napoli · Italia           | 1.ª          | 2020-21      | 38    | 24   | 5    | 9    | 5.º  | 4     | 2    | 1    | 1    | 8     | 4  | 2             | 2             | 1/16          | 1             | 0             | 0 | 1     | 51    | 30    | 8     | 13  | 64.05%      | 103     | 57      | +46     |         |         |         |         |
| SSC Napoli · Italia           | Total        | Total        | 68    | 37   | 7    | 17   | -    | 9     | 5    | 3    | 1    | 10    | 4  | 3             | 3             | -             | 1             | 0             | 0 | 1     | 81    | 46    | 13    | 22  | 62.14%      | 147     | 93      | +54     |         |         |         |         |
| Valencia · España             | 1.ª          | 2022-23      | 18    | 5    | 5    | 8    | Inc. | 3     | 2    | 0    | 1    | -     | -  | -             | -             | -             | 1             | 0             | 1 | 0     | 22    | 7     | 6     | 9   | 40.91%      | 34      | 25      | +9      |         |         |         |         |
| Valencia · España             | Total        | Total        | 18    | 5    | 5    | 8    | -    | 3     | 2    | 0    | 1    | -     | -  | -             | -             | -             | 1             | 0             | 1 | 0     | 22    | 7     | 6     | 9   | 40.91%      | 34      | 25      | +9      |         |         |         |         |
| Olympique de Marsella Francia | 1.ª          | 2023-24      | 16    | 5    | 6    | 5    | Inc. | 2     | 1    | 0    | 1    | 6     | 3  | 2             | 1             | Inc.          | -             | -             | - | -     | 24    | 9     | 8     | 7   | 48.61%      | 37      | 26      | +11     |         |         |         |         |
| Olympique de Marsella Francia | Total        | Total        | 16    | 5    | 6    | 5    | -    | 2     | 1    | 0    | 1    | 6     | 3  | 2             | 1             | -             | -             | -             | - | -     | 24    | 9     | 8     | 7   | 48.61%      | 37      | 26      | +11     |         |         |         |         |
| Hajduk Split · Croacia        | 1.ª          | 2024-25      | 36    | 17   | 12   | 7    | 3.º  | 3     | 2    | 0    | 1    | 4     | 1  | 2             | 1             | 3ªR           | -             | -             | - | -     | 43    | 20    | 14    | 9   | 57.36%      | 59      | 38      | +21     |         |         |         |         |
| Hajduk Split · Croacia        | Total        | Total        | 36    | 17   | 12   | 7    | -    | 3     | 2    | 0    | 1    | 4     | 1  | 2             | 1             | -             | -             | -             | - | -     | 43    | 20    | 14    | 9   | 57.36%      | 59      | 38      | +21     |         |         |         |         |
| Total clubes                  | Total clubes | Total clubes | 299   | 126  | 89   | 84   | -    | 38    | 19   | 8    | 11   | 31    | 13 | 8             | 10            | -             | 8             | 3             | 3 | 2     | 376   | 161   | 108   | 107 | 52.39%      | 506     | 384     | +122    |         |         |         |         |
| 1. 2. 3.                      |              |              |       |      |      |      |      |       |      |      |      |       |    |               |               |               |               |               |   |       |       |       |       |     |             |         |         |         |         |         |         |         |

##### Selección
| Italia              | 2025-26             | -   | -   | -  | -  | - | 0  | 0  | 0 | 0  | -  | -  | - | -  | - | 0 | 0 | 0 | 0 | 0   | 0   | 0   | 0   | 0%     | 0   | 0   | +0   |
| Total selección     | Total selección     | 0   | 0   | 0  | 0  | - | 0  | 0  | 0 | 0  | 0  | 0  | 0 | 0  | - | 0 | 0 | 0 | 0 | 0   | 0   | 0   | 0   | 0%     | 0   | 0   | +0   |
| Total en su carrera | Total en su carrera | 299 | 126 | 89 | 84 | - | 38 | 19 | 8 | 11 | 31 | 13 | 8 | 10 | - | 8 | 3 | 3 | 2 | 376 | 161 | 108 | 107 | 52.39% | 506 | 384 | +122 |

##### Resumen por competiciones
| Competición                  | Partidos | Ganados | Empatados | Perdidos | %      | Resultado        |
| Clubes                       | Clubes   | Clubes  | Clubes    | Clubes   | Clubes | Clubes           |
| ---------------------------- | -------- | ------- | --------- | -------- | ------ | ---------------- |
| Superliga de Suiza           | 10       | 2       | 4         | 4        | 33.33% | 5.º lugar        |
| Copa de Suiza                | 2        | 1       | 0         | 1        | 50%    | Semifinales      |
| Serie C                      | 39       | 20      | 14        | 5        | 63.25% | Subcampeón       |
| Serie B                      | 48       | 8       | 22        | 18       | 31.95% | 22.º lugar       |
| Serie A                      | 123      | 68      | 26        | 29       | 62.33% | 5.º lugar        |
| Copa Italia                  | 23       | 11      | 6         | 6        | 56.53% | Campeón          |
| Copa Italia Serie C          | 2        | 1       | 0         | 1        | 50%    | Octavos de final |
| Supercopa de Italia          | 2        | 0       | 0         | 2        | 0%     | Subcampeón       |
| Superliga de Grecia          | 15       | 4       | 2         | 9        | 31.11% | 18.º lugar       |
| Copa de Grecia               | 2        | 1       | 1         | 0        | 66.67% | Fase de grupos   |
| LaLiga                       | 18       | 5       | 5         | 8        | 37.04% | 14.º lugar       |
| Copa del Rey                 | 3        | 2       | 0         | 1        | 66.67% | Cuartos de final |
| Supercopa de España          | 1        | 0       | 1         | 0        | 33.33% | Semifinales      |
| Ligue 1                      | 16       | 5       | 6         | 5        | 43.75% | 9.º lugar        |
| Copa de Francia              | 2        | 1       | 0         | 1        | 50%    | Sexta ronda      |
| Primera Liga de Croacia      | 36       | 17      | 12        | 7        | 58.33% | 3.er lugar       |
| Copa de Croacia              | 3        | 2       | 0         | 1        | 66.67% | Cuartos de final |
| Liga de Campeones de la UEFA | 2        | 0       | 1         | 1        | 16.67% | Octavos de final |
| Liga Europa de la UEFA       | 25       | 12      | 5         | 8        | 54.67% | Octavos de final |
| Liga Conferencia de la UEFA  | 4        | 1       | 2         | 1        | 41.67% | Tercera ronda    |
| Total clubes                 | 376      | 161     | 108       | 107      | 52.39% | 1 Título         |
| Selección                    |          |         |           |          |        |                  |
| Liga de Naciones             | 0        | 0       | 0         | 0        | 0%     | En disputa       |
| Clasificatorias Eurocopa     | 0        | 0       | 0         | 0        | 0%     | En disputa       |
| Eurocopa                     | 0        | 0       | 0         | 0        | 0%     | En disputa       |
| Clasificatorias Mundial      | 0        | 0       | 0         | 0        | 0%     | En disputa       |
| Amistosos                    | 0        | 0       | 0         | 0        | 0%     | +0 PG            |
| Total selección              | 0        | 0       | 0         | 0        | 0%     | Sin Títulos      |
| Total en su carrera          | 376      | 161     | 108       | 107      | 52.39% | 1 Título         |

## Palmarés

### Como jugador

#### Campeonatos nacionales
| Título              | Club        | País   | Año  |
| ------------------- | ----------- | ------ | ---- |
| Copa Italia         | A. C. Milan | Italia | 2003 |
| Serie A             | A. C. Milan | Italia | 2004 |
| Supercopa de Italia | A. C. Milan | Italia | 2004 |
| Serie A             | A. C. Milan | Italia | 2011 |
| Supercopa de Italia | A. C. Milan | Italia | 2011 |

#### Campeonatos internacionales
| Título                 | Club                       | Sede       | Año  |
| ---------------------- | -------------------------- | ---------- | ---- |
| Eurocopa Sub-21        | Selección sub-21 de Italia | Eslovaquia | 2000 |
| Liga de Campeones      | A. C. Milan                | Mánchester | 2003 |
| Supercopa de Europa    | A. C. Milan                | Mónaco     | 2003 |
| Copa Mundial de Fútbol | Selección de Italia        | Alemania   | 2006 |
| Liga de Campeones      | A. C. Milan                | Atenas     | 2007 |
| Supercopa de Europa    | A. C. Milan                | Mónaco     | 2007 |
| Copa Mundial de Clubes | A. C. Milan                | Yokohama   | 2007 |

#### Distinciones individuales
| Distinción                                           | Año  |
| ---------------------------------------------------- | ---- |
| Equipo de las Estrellas de la Copa Mundial de Fútbol | 2006 |

### Como entrenador

#### Campeonatos nacionales
| Título      | Club            | País   | Año  |
| ----------- | --------------- | ------ | ---- |
| Copa Italia | S. S. C. Napoli | Italia | 2020 |